# Finlands olympiska kommitté
Finlands olympiska kommitté (finska: Suomen olympiakomitea) grundad 1907 är Finlands nationella olympiska kommitté. Den har till uppgift att svara för landets deltagande i de olympiska spelen. Till verksamheten hör bland annat att stödja unga idrottsbegåvningars utveckling, bedriva antidopningsarbete, utverka stöd för medlemsförbundens verksamhet samt följa upp deras träningsprogram. Den olympiska kommittén består av 89 medlemsförbund och har samarbete med ytterligare 30 förbund. Åren 1955–2002 var det officiella namnet Finlands olympiska förening.
Kommitténs ordförande är sedan 2020 Jan Vapaavuori.